# ミスチーフ礁

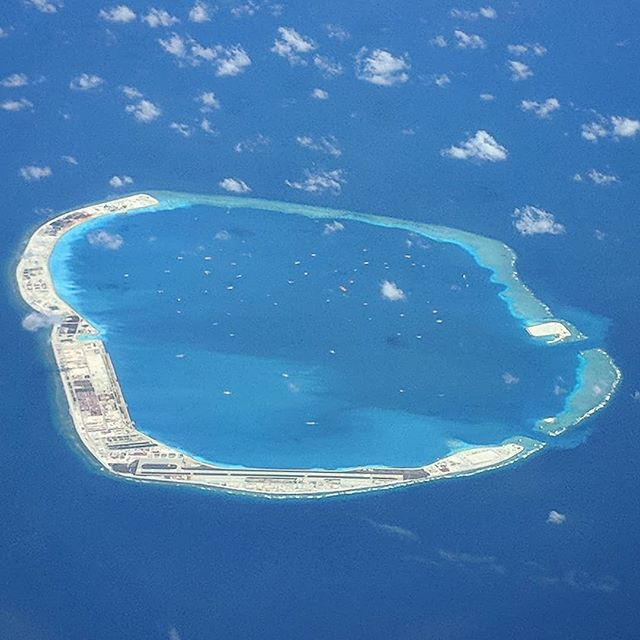
ミスチーフ礁

ミスチーフ礁（英: Mischief Reef、中国語: 美济礁（拼音: Meiji Jiao）、タガログ語: Panganiban、ベトナム語：Đá Vành Khăn / 𥒥鑅巾）は、南沙諸島の環礁の一つ。ミスチーフ環礁と表されることもある。低潮時のみ海面に姿を現す岩礁（干出岩）があったが、中華人民共和国がこの浅瀬を埋め立て人工島を造成して実効支配している。多数の建造物と3,000ｍ級の滑走路が建設され、完成している。中国のほか、フィリピン、ベトナムが主権（領有）を主張している。
2016年7月12日、オランダ・ハーグの常設仲裁裁判所は、いわゆる九段線に囲まれた南シナ海の地域について中華人民共和国が主張してきた歴史的権利について、「国際法上の法的根拠がなく、国際法に違反する」とする判断を下した。

## 地理
フィリピン・パラワン州のパラワン島から西におよそ209kmに位置する。ミスチーフ礁の埋め立て部分で最長は約9kmある。米国がBIG3と警戒する巨大人工島の一つである。

## 歴史
中国によって実効支配される前は、フィリピン領とされていた。
1995年2月、フィリピン政府は、前年秋のフィリピン海軍がモンスーン期でパトロールをしていない時期に、中国が建造物を構築したことを公表。1991年末のソビエト連邦の崩壊後の米比相互防衛条約解消の流れから、アメリカは、クラーク空軍基地から撤収し、1992年にはスービック海軍基地からも撤収し、フィリピンにおけるアメリカの軍事的なプレゼンスは、この時期には著しく低下していた。フィリピンは抗議を行うが、中国はこれに応じず、建造物は「自国の漁師を守るためのもの」であると主張した。
1998年末から1999年にかけて中国が鉄筋コンクリート製施設を建設していることが報道され、フィリピンのマニラで反対運動が起きた。
2007年に中華人民共和国農業部南海区漁業局（漁政）は、漁民を組織し、いけす養殖のプロジェクトを開始。
この環礁には。低潮時のみ海面に姿を現す岩礁（干出岩）が存在する。海洋法に関する国際連合条約（国連海洋法条約）において「島とは、自然に形成された陸地であって、水に囲まれ、高潮時においても水面上にあるものをいう。」と定められている。したがって高潮時に海面上に露出しない岩礁（干出岩）は「低潮高地」であり、その全部が本土または島から領海の幅を超える距離にあるときは、それ自体の領海も認められない。また「人間の居住又は独自の経済的生活を維持することのできない岩は、排他的経済水域又は大陸棚を有しない。」とも定められている。自国の排他的経済水域 (EEZ) 内の暗礁であるならば、その国が建造物を建設することが認められている。中国もフィリピンも国連海洋法条約を批准している。
2015年9月15日にアメリカのシンクタンクのCSIS（戦略国際問題研究所）による衛星写真の分析から、造成した人工島に中国がファイアリー・クロス礁、スビ礁に次ぐ3本目となる滑走路を建設している可能性があることを明らかになり、3,000ｍ級の滑走路が完成している。
また、CSISの分析によると、2015年の年初から環礁の西環沿いを大規模に埋め立て、埋め立て面積が約5.58 km2となり、環礁の南口の拡幅をしており、環礁周辺で中国軍艦船も見受けられることから、将来的に埋め立てられたミスチーフ礁が海軍基地になると予想されている。
2016年7月12日の常設仲裁裁判所による裁定（南シナ海判決）では、ミスチーフ礁は海洋法に関する国際連合条約における「低潮高地」であるため、礁自体には領海、排他的経済水域 (EEZ) および大陸棚を設定できないこと、さらにミスチーフ礁はフィリピンのEEZおよび大陸棚の一部であることが認定された。